# Ћелије (Трпиња)
Ћелије су насељено место у општини Трпиња, Вуковарско-сремска жупанија, Република Хрватска.

## Историја
Насеље је раније било у саставу некадашње општине Вуковар.

## Становништво
Насеље је према попису становништва из 2011. године имало 121 становника.
| Демографија | Демографија | Демографија |
| Година      | Становника  | Становника  |
| ----------- | ----------- | ----------- |
| 1961.       | 161         |             |
| 1971.       | 157         |             |
| 1981.       | 123         |             |
| 1991.       | 164         |             |
| 2001.       | 155         |             |
| 2011.       |             | 121         |